# Altiplania maculata
Altiplania maculata là một loài bướm đêm trong họ Noctuidae.